# نبرد الوارد
نبرد الوارد نبردی بین ارتش بیزانس تحت فرماندهی ژرمانوس و ارتش ساسانی تحت فرماندهی ذوان وِه بود. ارتش بیزانس ارتش ساسانی را قاطعانه شکست داد و فرمانده آن‌ها را کشت.
در طول اولین حمله به بیزانس، پس از تسخیر دارا، ارتش ایران به فرماندهی ذوان وِه به ارمنستان بیزانس وارد شد. فرمانده بیزانس ژرمانوس به سمت موقعیت او پیشروی کرد و دو ارتش در الوارد (نزدیک ایروان) با هم روبرو شدند. نبردی سخت درگرفت که طی آن ارتش ایران شکست خورد و فرمانده آن‌ها کشته شد. به دلیل این نبرد، حمله ایران متوقف شد و ساسانیان تنها یک سال بعد توانستند به حمله خود ادامه دهند.

### کتابشناسی
- گریترکس، جفری (۱۹۹۱). مرز شرقی روم و جنگ‌های ایران. بخش دوم. ۳۶۳–۶۳۰ پس از میلاد. راتلج. شابک ۰-۴۱۵-۱۴۶۸۷-۹.
- دکر، مایکل جی. (۲۰۲۲). امپراتوری ساسانی در جنگ. ایران، روم و ظهور اسلام. وستولم پابلیشینگ، ال‌ال‌سی. شابک ۹۷۸-۱-۵۹۴۱۶-۶۹۲-۱.